# أودو، كونت نيفير
أودو البرغوني (بالفرنسية: Eudes de Bourgogne) (1230 - 4 أغسطس 1266)؛ كان كونت نيفير وأوكسار من خلال زواجه من مود دي دامبيير؛ أيضا هو ابن البكر ووريث هيو الرابع، دوق برغونية ووالدته هي يولاندا ابنة روبرت الثالث، كونت درو، توفي في عكا في 7 أغسطس 1266، قبل وفاة والده بـ ستة أعوام؛ شقيقه الأصغر الثاني سيرث الدوقية ويصبح روبرت الثاني، دوق برغونية.

## الزواج والأطفال
تزوج أودو من مود دي دامبيير ابنة أرشامبو التاسع، لورد بوربون؛ وأنجبت له ثلاثة بنات، وجميعهم أصبحوا حاكمات للمقاطعات والدتهم:
- يولاندا، كونتيسة نيفير (1247-1280)، تزوجت أولا من جان تريستان، أمير فرنسا وكونت فالوا (ابن لويس التاسع ملك فرنسا)؛ ثم من روبرت الثالث، كونت فلاندرز.[1]
- مارغريت، كونتيسة تونير (1250-1308)، الزوجة الثانية لـ كارلو الأول ملك نابولي.
- أديلايد، كونتيسة أوكسار (1251-1290).